# 河野悠輝
河野 悠輝（かわの ゆうき、1984年11月7日 - ）は、日本のラグビー選手。

## プロフィール
- 福岡県出身[1]。
- ポジションはプロップ(PR)。
- 身長 183cm、体重 113kg
- 全国大学オールスターゲームの候補選手に選ばれたことがある[2]。

## 略歴
16歳からラグビーを始めた。
2003年、九州産業大学付属九州産業高等学校卒業後、福岡工業大学に入る。
2007年、福岡工業大学卒業後、三洋電機ワイルドナイツ（現・パナソニック ワイルドナイツ）に加入。
2009年1月18日に行われたジャパンラグビートップリーグ第13節の東芝ブレイブルーパス戦にて途中出場で公式戦初出場を果たす。
2015年、NTTドコモレッドハリケーンズに加入。
2019年、NTTドコモレッドハリケーンズを退団した。